# Борщ
Борщ — горячий заправочный суп на основе свёклы, которая придаёт ему характерный красный цвет.
Считается, что как слово, так и само блюдо, пришли из Украины. В словаре В. И. Даля — род щей, похлёбка из квашеной свёклы, на говядине и свинине, или со свиным салом. Традиционное блюдо восточных славян, основное первое блюдо украинской кухни и национальное украинское блюдо.
Имеет около дюжины разновидностей, что связано с разобщением в прошлом украинских земель и с влиянием на формирование украинской кухни кулинарных обычаев и вкусов соседних народов. Получило широкое распространение во многих национальных кухнях: это блюдо есть у русских, украинцев (укр. борщ), белорусов (бел. боршч), поляков (barszcz «баршч»), литовцев (barščiai «барщчяй»), румын (borş «борш»), молдаван (борш, borş), евреев-ашкеназов (идиш באָרשט‎).
В 2022 году ЮНЕСКО объявило, что внесло культуру приготовления украинского борща в Список шедевров устного и нематериального культурного наследия человечества, нуждающегося в срочной охране, из-за риска того, что вторжение России повлияет на статус супа как культурного наследия Украины.

## Этимология названия
По данным этимологических словарей славянских языков, слово «борщ» произошло от названия растения: первоначально «борщом» назывался борщевик (не путать с заносным видом борщевик Сосновского, вызывающим ожог), съедобные листья которого использовались в пищу. По-видимому, распространённое мнение о том, что бърщь является старославянским названием свёклы, следует отнести к народной этимологии: это значение не зафиксировано в словарях древних славянских наречий, однако на украинский язык «свёкла» (от др.-греч. σεῦκλον) переводится как буряк.
В старину «борщом» называли похлёбку из борщевика. Позже борщ готовили на свекольном квасе: его разбавляли водой, смесь заливали в глиняный горшок или чугунок и доводили до кипения. В кипяток клали нарезанную свёклу, капусту, морковь и другие овощи и ставили горшок в печь. Сваренный борщ солили и заправляли. Современное значение борща — как супа из свёклы с капустой — было заимствовано из украинского языка в XIX веке.

## История
Происхождение борща неизвестно; вероятнее всего, он появился на территории, которую занимала ранее Киевская Русь, и ныне получил наибольшее распространение и разнообразие. Первое блюдо в те времена было похоже на сегодняшний зеленый борщ — было, вероятно, сварено из листьев борщевика со свеклой и капустой. В борщ добавляли продукты с огорода — морковку, петрушку, пастернак, сельдерей, лук с чесноком, добавляли квас из свеклы и сыроватку для подкисления, сметану, заправку из сала, смальца или растительного масла. По праздникам борщ был на мясном бульоне, в пост использовали постные продукты — рыбу или грибы. Добавляли пшено, поджарку с мукой, галушки, фасоль. В XV—XVII веках борщ, как описывает его Энциклопедия истории Украины, уже существовал «как национальное блюдо в близком к сегодняшнему виде». Позже, с появлением их в Украине, обязательной частью борща стали картофель и помидоры. В XIX веке и ранее борщ был повседневным, широко распространенным и популярным блюдом.
В украинских названиях запечатлены многочисленные Борщаговки, в том числе и включенная в Киев. в честь борща назван небольшой городок Борщёв (Тернопольская область). Каждую осень он становится центром посвящённого борщу фольклорного фестиваля. С борщом на Украине связано много поверий. Например, считалось, что с паром от борща отлетает душа покойника, поэтому он является традиционным блюдом на украинских поминках.
В России упоминается в памятниках XVI—XVII веков. Очерки о нём можно встретить в новгородских ямских книгах за 1586—1631 годы. Варить борщевик и свёклу летом рекомендует Домострой. Это блюдо очень любили Екатерина II, Александр II, балерина Анна Павлова.
Сегодня свои тонкости и особенности приготовления борща имеют и поляки, и русские, и литовцы, и украинцы, и румыны, и белорусы. Чётких канонов нет.

## Разновидности
Существует много региональных разновидностей борща, обычно именующиеся по названию местности, в которой появились: борщ полтавский, галицкий, киевский, львовский, волынский, черниговский и другие.
В целом же, борщи можно разделить на два вида:
- Горячий (красный) — этот вид борща является распространённым в кухне разных народов, особо популярен в России и на Украине;
- Холодный борщ, который готовят в основном весной/летом.

### Красный борщ
Красный готовят из картофеля (со второй половины XIX века), капусты, моркови, лука, петрушки, укропа и, обязательно, — свёклы, благодаря которому борщ становится тёмно-красным (свекольным). Красный борщ, как правило, варят на мясокостном бульоне, хотя исторически он был простой пищей крестьян, и мясо добавляли в блюдо только на праздники, в будни же — добавляли толчёное сало с чесноком и луком.
При подаче борщ, как правило, заправляется сметаной, исключая некоторые разновидности, например в одесской кухне.
Также подают свежий, как правило ржаной хлеб, или пампушки с чесночным соусом.
Во время поста борщ готовят без применения сала или мяса, только на подсолнечном масле, с грибами, иногда с рыбой.  Например, борщ с бычками, свежими или консервированными. В Польше, Литве и на западе Украины в Сочельник традиционно готовят борщ с «ушками» — одноимёнными пельменными изделиями с начинкой из грибов.

### Холодный борщ
Холодный борщ готовят преимущественно весной и летом в жаркое время из свежей свёклы с ботвой и свежими огурцами на овощном отваре или мясном бульоне и подают со сметаной и, в зависимости от рецепта, с мясом или рыбой. Холодный зелёный борщ готовят со щавелем и шпинатом, как зелёные щи.

### Белый борщ
Блюдо польской кухни: Белый борщ (пол. barszcz biały) — суп на основе жура. В готовый белый борщ кладут кусочки колбасы и половинки отварного яйца. Похож на рассольник.

### Серый борщ
Польский суп с куриной кровью, «чёрная поливка» или «чернина» (czernina) может также носить название «борщ серый».

### Зелёный борщ
Украинский вариант щавелевого супа.

### Борщок
Под борщком в русской ресторанной кухне понимают подкрашенный свёклой консоме, который подают обычно с острыми гренками.

## Технология приготовления
Борщ — заправочный многокомпонентный суп и является технологически сложным в приготовлении блюдом. Главная составляющая часть любого борща — свёкла, прежде всего она создаёт вкус, аромат и цвет борща, и в силу этого борщ относится к овощным супам.
Борщ имеет массу разновидностей и готовится по-разному в каждом отдельно взятом регионе. Разница в местных разновидностях борща заключается, во-первых, в виде типа бульона и сочетаний в нём разных видов мяса, птицы, возможно, колбасных изделий, во-вторых, в наборе овощей.

### Состав
Наряду с обязательными ингредиентами борща в виде свёклы, капусты (не используется в белорусском борще), моркови, картофеля, лука и помидоров, в различных регионах в состав супа могут входить фасоль, яблоки, кабачки, репа, иногда болгарский перец. В-третьих, борщ может отличаться набором используемых пряностей — их может использоваться до двадцати и более. Наряду с обычно используемыми пряностями в виде чёрного, красного и душистого перца, укропа, петрушки и сельдерея (корня и зелени), нередко чеснока (растёртого с солёным салом и добавленного в суп), лаврового листа, могут использоваться любисток, чабрец, эстрагон, дудник, базилик, майоран.

### Приготовление
Особенностью приготовления борща является предварительная обработка овощей, и опять же, это в первую очередь относится к свёкле. Свёкла до закладки её в борщ может быть приготовлена несколькими способами: тушение в измельчённом виде, печение или варка в кожуре. Как правило, при предварительном приготовлении свёклы, в среду, где происходит приготовление, добавляется какая-либо кислота (столовый уксус, лимонный сок) в целях сохранения цвета. Иногда, чтобы картофель в борще не окрашивался в красный цвет, свёклу вываривают в течение 30-40 минут или используют специальный борщевой буряк (не винегретный — красный, а полосатый, или даже сахарный). Свёкла зачастую готовится отдельно от других овощей. Как правило, также отдельно пассеруются лук, морковь, петрушка с последующим добавлением помидоров или томатной пасты.
Как правило, борщ готовится на мясном, костном или мясокостном бульоне. Региональные варианты борща, например одесский и полтавский, могут быть приготовлены на курином и гусином бульоне. В таком случае исключается добавление другого мяса. Бульон, в свою очередь, для лучших борщей готовится не на воде, а на специально подготовленном квасе-сировце. Борщ — густой суп, и на одну порцию должно приходиться не более полутора стаканов бульона.
После окончания варки борщу желательно дать настояться в течение часа-другого.
Приготовление старолитовского борща технологически не отличается от приготовления украинского, однако в нём используются белые грибы, отвариваемые отдельно, и, в качестве пряности, — тмин, а также яблоки, репа, кольраби. Кроме того, в старолитовский борщ добавляются так называемые колдуны — мясо-тестяные изделия, наподобие небольших пельменей, фаршированных мелко нарезанным салом с добавлением мясного фарша или грибами.
Московский борщ готовится на говяжьем бульоне и отличается добавлением сосисок и копчёностей. Также в московском борще нет картофеля.
- Борщ со сметаной
- Вегетарианский борщ
- Украинский борщ
- Борщ космонавтов
- Борщ кубанский с фасолью

## Борщ в еврейской кухне
В ашкеназскую кухню борщ проник из славянской кухни и со временем получил значительное распространение и признание. Так, в США, недалеко от Нью-Йорка, находится местность под названием «Борщевой пояс» (другие названия — «Еврейские Альпы», «Страна Соломона»). Название эта местность получила из-за евреев-ашкеназов, выходцев из России, Украины и Польши, которые селились здесь и готовили своё традиционное блюдо — борщ.

## Индекс борща
Украинские и российские СМИ используют неофициальный «индекс борща» (аналог «индекса Биг-Мака») для оценки покупательной способности различных валют, а также определения реальной стоимости гривны. Индекс борща — это цена продуктов, необходимых для приготовления 4-литровой кастрюли этого блюда, в ценах, средних по той или иной местности, либо на определённую дату (объём кастрюли может равняться и 3, и 5 л, иногда берут цену 1-й тарелки — главным условием является сравнение стоимости одинаковых объёмов борща).
| |  |
| В 2005 году почта Украины выпустила блок, состоящий из двух марок с изображением набора продуктов для традиционного украинского борща. |  |